# Ann Wedgeworth
Elizabeth Ann Wedgeworth (Abilene, Texas, 1934. január 21. – New York, 2017. november 16.) Tony-díjas amerikai színésznő.

## Filmjei

### Mozifilmek
- Andy (1965)
- Madárijesztő (Scarecrow) (1973)
- Bang the Drum Slowly (1973)
- Hiéna a kisvárosban (Pittsville - Ein Safe voll Blut) (1974)
- Law and Disorder (1974)
- Nyári szerelem (Dragonfly) (1976)
- Birch Interval (1976)
- New York foglyai (Thieves) (1977)
- Handle with Care (1977)
- Soggy Bottom, U.S.A. (1981)
- Fotós szerelem (No Small Affair) (1984)
- Az én kis kísérletem (My Science Project) (1985)
- Édes álmok (Sweet Dreams) (1985)
- Férfiak klubja (The Men's Club) (1986)
- A Tiger's Tale (1987)
- Mennyei szerelem (Made in Heaven) (1987)
- Messze északon (Far North) (1988)
- Tűzről pattant hölgy (Miss Firecracker) (1989)
- Acélmagnóliák (Steel Magnolias) (1989)
- Zöld kártya (Green Card) (1990)
- Az ígéret szép szó... (Hard Promises) (1991)
- Szerelem és egy 45-ös (Love and a .45) (1994)
- Egy zseni árnyékában (The Whole Wide World) (1996)
- Vergődő sólyom (The Hawk Is Dying) (2006)

### Tv-filmek
- The War Between the Tates (1977)
- Bogie (1980)
- Elvis and the Beauty Queen (1981)
- Killjoy (1981)
- Right to Kill? (1985)
- Sylvan in Paradise (1986)
- A Stranger Waits (1987)
- Cooperstown (1993)
- Harlan & Merleen (1993)
- Az égő szenvedély (A Burning Passion: The Margaret Mitchell Story) (1994)
- Fight for Justice: The Nancy Conn Story (1995)

### Tv-sorozatok
- The Edge of Night (1956)
- Kraft Television Theatre (1957, egy epizódban)
- Startime (1959, egy epizódban)
- Another World (1964, egy epizódban)
- The Defenders (1964, egy epizódban)
- Hawk (1966, egy epizódban)
- One Life to Live (1968, egy epizódban)
- Somerset (1970, egy epizódban)
- Bronk (1975, egy epizódban)
- Three's Company (1979, 13 epizódban)
- When the Whistle Blows (1980, egy epizódban)
- Trapper John, M.D. (1982, egy epizódban)
- Filthy Rich (1982–1983, 15 epizódban)
- Alkonyzóna (The Twilight Zone) (1986, egy epizódban)
- The Equalizer (1987, egy epizódban)
- Roseanne (1989, egy epizódban)
- Kisvárosi mesék (Evening Shade) (1990–1994, 98 epizódban)

## További információ
- Hivatalos oldal
- Ann Wedgeworth a PORT.hu-n (magyarul)
- Ann Wedgeworth az Internetes Szinkronadatbázisban (magyarul)
- Ann Wedgeworth az Internet Movie Database-ben (angolul)
- Ann Wedgeworth a Rotten Tomatoeson (angolul)